# اچ‌ام‌اس کرسنت (۱۹۳۱)
اچ‌ام‌اس کرسنت (۱۹۳۱) (به انگلیسی: HMS Crescent (1931)) یک کشتی بود که طول آن ۳۲۹ فوت (۱۰۰٫۳ متر) بود. این کشتی در سال ۱۹۳۱ ساخته شد.